# 伊索拉-德尔利里
伊索拉-德尔利里（義大利語：Isola del Liri），是意大利拉齐奥大区弗罗西诺内省的一个市镇。总面积16.17平方公里，人口12100人，人口密度748.3人/平方公里（2009年）。ISTAT代码为060043。